# Spione
Spione (titulada en español: Los espías) es una película alemana muda de suspense y espionaje, escrita y dirigida por Fritz Lang en 1928. La esposa de Lang, Thea von Harbou, trabajó en la película como guionista.
Spione fue la penúltima película muda de Lang y la primera rodada por su propia productora, Fritz Lang-film GmbH. La anterior película dirigida por él fue Metrópolis y la siguiente fue Frau im Mond (La mujer en la Luna), su último título mudo. Curiosamente, los actores protagonistas de La mujer en la Luna (Willy Fritsch y Gerda Maurus) también protagonizaron Spione como el número 326 y Sonja. El que Spione fuera rodada entre las películas antes mencionadas, ambas muy famosas, ha hecho que esté enormemente infravalorada.

## Argumento
Como en las películas de Mabuse, tales como Dr. Mabuse, der Spieler-Ein Bild der Zeit y El testamento del Dr. Mabuse, Rudolf Klein-Rogge interpreta a un criminal que busca dominar el mundo.
La trama principal nos habla de un espía que se enamora de una femme fatale que al principio lo engaña para conseguir información, pero más tarde termina correspondiéndole. Mientras tanto se suceden varias tramas menores, también de espionaje, y todo concluye con un final feliz al más puro estilo americano, en el que el chico y la chica acaban juntos y el malo acaba suicidándose.
El malo de la película es un banquero, que además es doble agente y payaso en un music-hall. El espionaje y el contraespionaje son mostrados al mismo nivel, el de dos pandillas luchando una contra otra en un mundo caótico.

## Análisis de la película
Según una entrevista que dio en la Universidad de California en 1967 explicó que su trabajo siempre tomaba hechos reales como referencia. En el caso de Spione, según explica Fritz Lang, su historia está inspirada en una serie de incidentes que implicaban a la delegación comercial de la Rusia soviética en el Reino Unido, que llegó a ser asaltada por Scotland Yard a mediados de la década de los 20. De hecho, según Fritz Lang, el actor que representaba a Haghi (el personaje malvado) fue maquillado con la intención de que se pareciera a Trotski.
Fritz Lang apuntó en una entrevista realizada por William Friedkin en 1975, que él empezó en el cine en el 1918 sin tener referencia alguna. Por lo tanto, en apenas 10 años consiguió rodar una película que no tiene nada que envidiar a las películas de espías modernas, salvo en los efectos especiales y en el audio. La trama “absorbente”, los giros de guion y los rodajes de las persecuciones (que también utiliza en El testamento del Dr. Mabuse) hacen que las secuencias adquieran mucha sensación de acción. Según el director de cine italiano Sergio Leone «si Fritz Lang no hubiera nacido, Alfred Hitchcock no habría existido», expresando así la importancia que tuvo este director para el cine posterior.
Aun así, no es una de las películas más reconocidas de este director, sobre todo comparándola con la saga del Dr. Mabuse, El vampiro negro o Metrópolis, que son obras maestras. Quizá por la época en la que fue rodada, la película es más políticamente correcta que otras. En los años 2003 y 2004, Spione fue restaurada a su duración original por la Friedrich Wilhelm Murnau Foundation. Si bien en la actualidad no existen negativos originales, el Archivo Národni Filmovy de Praga conserva una copia de alta calidad en nitrato de celulosa.

## Contexto Histórico
Dos meses después del estreno de la película se celebraron las quintas elecciones de la República de Weimar, y las últimas antes de la Gran Depresión. El partido Nacionalsocialista Obrero Alemán (NSDAP o Partido Nazi), liderado por Adolf Hitler, fue legalizado y pudo presentarse con su candidatura en las elecciones por  primera vez desde el “Putsch de Múnich” de 1923, cuando intentó llegar al poder por la fuerza (en las dos anteriores elecciones el Partido Nazi había participado con el nombre de Movimiento Nacionalsocialista de la Libertad). Los resultados electorales le fueron muy desfavorables, al igual que a los partidos derechistas, y sólo consiguió el 2.63% de los votos, con los cuales obtuvo 12 escaños. Cabe mencionar que la participación electoral fue la más baja de la República de Weimar (75.60%), o sea que unos 10 millones de alemanes decidieron no ir a votar en estas elecciones. Puede ser porque el país se encontraba en un buen momento económico y social y la gente se relajó. Al año siguiente se produjo la Gran Depresión a nivel mundial y esto favoreció el ascenso del partido nazi, que consiguió obtener 107 escaños en las elecciones de 1930.
En Alemania, tras la Gran Depresión del 1929, millones de personas se quedaron sin empleo y la producción cayó a la mitad en tres años. Los nazis supieron  aprovechar el descontento popular para conseguir 107 escaños en las elecciones del 1930. Gracias a este ascenso, el partido nazi encontró con más facilidad industriales y corporaciones que lo financiasen y apoyaran. En 1931 los desempleados en Alemania ascendían a más de cinco millones, un tercio de la población activa y en 1932 el Partido Nazi obtuvo 230 escaños. Unos meses después Hitler consiguió ser nombrado Canciller el 30 de enero de 1933. Aprovechando un incendio que se produjo en el edificio del Reichstag el 27 feb 1933, y del cual acusó a los comunistas, se quitó de en medio a toda la oposición recluyéndola en sus primeros campos de concentración. En unos meses Hitler acabó con la República de Weimar e inició un gobierno totalitario. 